# Jean Georges de Montferrat
Jean Georges de Montferrat, également connu sous le nom de Jean Georges Paléologue né le 20 janvier 1488 et mort le 3 juillet (ou 30 avril) 1533, est un noble de la Renaissance.

## Biographie
Jean Georges de Montferrat appartient à la famille des Paléologues et il est un fils du marquis Boniface III de Montferrat et de Marija Branković. 
Il est abbé de Bremida et de Lucedio et évêque de Casale Monferrato de 1517 à 1525, en succession de son oncle Théodore dont il est le coadjuteur depuis 1509. Il renonce à son siège le 12 janvier 1525 et après la mort sans descendance de son neveu le marquis Boniface IV de Montferrat en 1530 il lui succède comme marquis de Montferrat. 
Jean Georges épouse en 1533 Julie, fille du roi Frédéric Ier de Naples, mais il meurt subitement pendant un festin la même année sans descendance. On accuse de cette mort Frédéric II de Gonzague, marié avec sa nièce Marguerite, à qui elle assure l'héritage de Montferrat. Jean Georges est le dernier marquis de Montferrat de la famille des Paléologues. Après sa mort Montferrat est occupé par les Espagnols pendant trois ans de 1533 à 1536 avant de revenir à Frédéric II de Mantoue.

## Sources
- Catholic-hierarchy.org Bishop Gian Giorgio Paleologo
- Anthony Stokvis, Manuel d'histoire, de généalogie et de chronologie de tous les États du globe, depuis les temps les plus reculés jusqu'à nos jours, préf. H. F. Wijnman, éditions Brill, Leyde, 1890-1893, réédition 1966. Volume III, chapitre XII, § 10 « Montferrat » et tableau généalogique no 15 p. 730-731.